# Luigi Caracciolo (vescovo di Catania)
Luigi Caracciolo (... – Catania, 1º settembre 1536) è stato un vescovo cattolico italiano.

## Biografia
Di lui non si conosce nulla della sua vita prima che fosse nominato vescovo di Catania il 9 marzo 1530. Mantenne l'incarico fino al 1º settembre 1536, data della sua morte.